# Glenn Quinn
Glenn Martin Christopher Francis Quinn ou Glenn Quinn (Dublin, 28 de maio de 1970 – North Hollywood, 3 de dezembro de 2002) foi um ator irlandês de televisão e de cinema.

## Biografia
Quinn mudou-se para os EUA com sua mãe e duas irmãs em 1988. Seu primeiro papel foi interpretar um tubarão em uma piscina no vídeo de Richard Marx, Satisfied.
Em 1991, conseguiu o papel principal no filme de John Travolta, Shout (Dois Corações, uma Só Batida), onde ele beija Gwyneth Paltrow. Além destes, teve vários outros papéis em séries e telefilmes.
Seus papéis mais notáveis na TV foram Mark, o marido de Beck, em Roseanne (1988) e o meio-demônio Doyle na série Angel (1999). A saída de seu personagem no seriado Angel - segundo Joss Whedon - foi por causa do envolvimento do ator com drogas. Foi encontrado morto por overdose de heroína no sofá de um amigo que estava visitando, na Califórnia.